# 交野市立岩船小学校
交野市立岩船小学校（かたのしりつ いわふね しょうがっこう）は大阪府交野市森北一丁目にある公立小学校。算数で少人数授業をおこなっている。2002年に学力向上フロンティアスクールに指定された。
1971年に交野町立交野小学校（現在の交野市立交野小学校）より分離開校した。

## 概要
本校は、1971年（昭和46年）の4月に、交野小学校より分離して、交野町立岩船小学校として開校した。
同年の11月に、市政施行によって、交野市立岩船小学校に校名が改称された。2020年（令和2年）の4月で開校50周年を迎えた。
学校教育目標は、「心豊かで たくましく 自ら学び行動できる子どもの育成」である。2014年（平成26年）に、文部科学省によって、豊かな人間性を育む取り組み推進事業の指定校に選ばれた。
2015年（平成27年）に、交野市教育委員会によって、交野市小・中学校パワーアップ推進事業の実施校に指定された。
この事業の一環として、ユニバーサルデザインの視点を取り入れた授業づくりへの取り組みを始めた。教室環境の整備に加えて、研究授業や教職員研修、先進校視察を行なっている。
本校では、学校休業日を除いた平日に「フリースペース」を実施している。
フリースペースとは、文部科学省と厚生労働省が連携して実施する「放課後子ども総合プラン」の一環として、交野市が行っている事業である
。
フリースペースは、本校を含めた交野市域内の小学校で実施されており、交野市は「安全ボランティア」を配置して、子供たちの見守りを行っている
。

## 沿革
- 1971年4月 - 交野町立岩船小学校として開校。
- 1971年9月 - 新校舎竣工移転、校旗・校章制定。
- 1971年11月 - 交野町の市制施行により、交野市立岩船小学校に改称。
- 1972年12月 - 体育館竣工。
- 1973年2月 - 校歌制定。
- 1973年7月 - プール竣工。
- 1974年3月 - 第二期工事竣工。
- 1980年4月 - 交野市立私市小学校を分離。
- 2022年4月　- 交野小中一貫校の完成により、交野小学校の児童数名が転校した。

## 通学区域
- 交野市 大字森、森南1丁目～3丁目、森北1丁目～2丁目、大字寺、寺1丁目～4丁目、寺南野、大字傍示、天野が原町1丁目～5丁目。

卒業生は基本的に交野市立第四中学校に進学する。

## 交通
- 片町線（学研都市線） 河内磐船駅より徒歩5分